# Richard Hinckley Allen
Richard Hinckley Allen, né à Buffalo en 1838 et mort à Northampton en 1908, était un naturaliste et astronome amateur américain.

## Biographie
En raison de son éclectisme le portant à s'intéresser à un large éventail de domaines, il était connu par ses amis et collègues par son surnom d'« encyclopédie ambulante » ; son désir d'être un astronome, cependant, a été coupé court par ses capacités jugées non excellentes, il est donc devenu un homme d'affaires au succès modeste. Cependant, il a poursuivi ses études scientifiques comme passe-temps tout au long de sa vie.
Sa renommée est due à un ouvrage intitulé « Star Names: Their Lore and Meaning », publié à l'origine en 1899 sous le titre « Star-Names and Their Meanings »; ce travail est basé sur les résultats de ses recherches approfondies sur les noms des étoiles et des constellations, données à l'origine par les Arabes, les Grecs et les Romains, les Chinois, peuples aux diverses traditions astronomiques. Elle est toujours considérée comme l'une des œuvres les plus complètes sur la nomenclature astronomique et est souvent considérée comme une ressource sur les noms des étoiles par les astronomes non professionnels et amateurs.